# Nokia Asha 202
Nokia Asha 202 là một dòng điện thoại của Nokia và thuộc dòng Asha, điện thoại này được phát hành vào tháng 7 năm 2012. Thiết bị này có màn hình cảm ứng và bàn phím, và chạy trên nền tảng Series 40.

## Tổng quan
Nokia Asha 202 là một dòng điện thoại phổ thông, phân khúc giá rẻ bình dân. Máy chạy trên nền series 40 hỗ trợ java, có thể thực hiện những tác vụ đơn giản: Lướt web, cài đặt game, ứng dụng.

### Màn hình hiển thị
- Màn hình TFT rộng 2.4", độ phân giải 240*320 pixels (~167 ppi).
- Máy được trang bị màn hình cảm ứng điện trở đơn điểm.

### Bộ nhớ
- Bộ nhớ trong 10 MB, 32 MB ROM, RAM 32 MB.
- Hỗ trợ thẻ microSD có thể lên tới 32 GB.

### Camera
- Camera 2.0 MP
- Video: Chất lượng 176*144@15fps.

### Âm thanh
- Có loa ngoài
- Máy có hỗ trợ tai nghe.

## Đánh giá
Máy có khối lượng nhẹ, kích thước nhỏ, dạng thanh. Chạy trên nền tảng Java, có thể thực thi một số tác vụ, ứng dụng đơn giản.